# تريجر (شركة)
تريجر (بالإنجليزية:Treasure) شركة يابانية متخصصة في تطوير ألعاب الفيديو تأسست في 19 يونيو 1992 ويقع مقرها في العاصمة اليابانية طوكيو.

## ألعاب قامت بتطويرها
- غونستار هيروز (1993).

## روابط خارجية
- Treasure HomePage (باليابانية)